# Carlos Santiesteban
Carlos Santisteban Montero  (Guadalajara, 1927 - Ibídem, 25 de marzo de 2015) fue un pintor surrealista español.

## Biografía
Carlos Santiesteban nació en Guadalajara en 1927, fruto del matrimonio del también pintor Carlos Santiesteban Valh y de Francisca Montero. Pese a la prematura muerte de su progenitor, en noviembre de 1932, y a la Guerra Civil y a la postguerra, muy pronto se inició en el mundo de las artes plásticas bajo la atenta tutela de su madre que, una y otra vez, ponía a su alcance los óleos y acuarelas de su progenitor para que le sirvieran de modelo.
Este decidido empeño de su madre y las cualidades que mostraba del joven Carlos terminaron por hacer de él un proyecto de artista de exclusiva formación autodidacta, aunque años después, matiza y encauza su estilo con la participación como alumno libre en los cursos de la Real Academia de Bellas Artes de San Fernando de Madrid.
Este traslado a Madrid le permitió establecer contacto con otros artistas directamente relacionados con el mundo de la danza y la escena. Así, desde un primer momento, su carrera profesional se orientó hacia el mundo del espectáculo, interviniendo como diseñador de vestuario y escenógrafo para obras de teatro y ballet. Entre sus grandes proyectos destaca su relación con la compañía de danza dirigida por el bailarín Antonio Ruiz Soler, con quien colabora desde 1955 con diseños para alguno de sus espectáculos: El Amor Brujo y El sombrero de tres picos de Manuel de Falla, o Cerca del Guadalquivir, ballet flamenco sobre el poema de Federico García Lorca.
Aquella actividad ligada al espectáculo le permitió recorrer las principales capitales de Europa y Estados Unidos, y, en los meses de transición entre temporadas, fijar su residencia en París, Nueva York, Sevilla o Málaga. Es en estos momentos de estío, cuando aprovecha para mostrar al público sus obras de estudio.
Fue también a medidos de los años 1950 cuando en el Hotel Hilton de Madrid se organizó una de sus primeras muestras. Aquí presentó una veintena de obras de inspirado tema andaluz, representando coloristas figuras sobre fondo negro. Después de esta etapa inicial, en la que sus creaciones están íntimamente ligadas a su trabajo para las producciones teatrales, consolidó un estilo propio que luego mantuvo durante toda su carrera.
Tras varios años de éxito y reconocimiento internacional, en 1973 Carlos Santiesteban regresó a su ciudad natal para inaugurar el recién restaurado palacio del Infantado con una exposición organizada por la Dirección General de Archivos y Bibliotecas. La muestra contó con una veintena de óleos, entre los que destacaban varias figuras de heraldos y damas y unos paisajes alcarreños, que fueron glosados por el marqués de Lozoya en el catálogo publicado al efecto. La muestra se saldó con la venta de la totalidad de las obras expuestas.
Su última exposición monográfica se celebró en el Palacio del Infantado de Guadalajara: “Óleos sobre Castilla-La Mancha. Algunos Retratos”, en septiembre de 2014 donde se recogía una amplia muestra de su trayectoria pictórica. En sus últimos años también impartió clases particulares de pintura.
Carlos Santiesteban falleció el 25 de marzo de 2015 en su domicilio de Guadalajara, tras algunas semanas de empeoramiento progresivo en su estado de salud. Fue enterrado en el cementerio de la localidad. 

## Estilo
Durante toda su carrera su colección se compone principalmente de óleos sobre lienzo y sobre tablex con composiciones muy coloristas, llenas de expresividad, con fondos saturados de cromatismo y materia pictórica. También abunda en otro de sus temas preferidos los bodegones y ramilletes florales.
En cualquier caso, la trayectoria de Carlos Santiesteban como pintor está ligada a su carrera desplegada sobre los escenarios, afrontando la ejecución de series ligadas a los músicos y temas españolistas que integraban su agenda de espectáculos: Manuel de Falla, Enrique Granados o Joaquín Turina, aunque siempre desde una perspectiva fantástica y surrealista, deudora, a veces, de la estética de Gregorio Prieto.
Sus principales exposiciones han tenido lugar en espacios tan destacados como el MOMA de Nueva York, los Reales Alcázares de Sevilla, la Fundación Puerto Banús o en museos de Florencia y Nápoles. También ha realizado ilustraciones para diversas publicaciones, como es el caso del trabajo aportado para las editoriales Mundo Hispano y Alicia Zorzoli.

## Colecciones
Además de la abundante colección de obra de caballete repartida por los domicilios particulares, su trabajo puede contemplarse en la sala habilitada en el Ayuntamiento de Guadalajara y en diversas creaciones murales que engalanan y enriquecen distintos espacios públicos de la ciudad.
Destacan también las pinturas del Palacio de la Diputación Provincial de Guadalajara, en alusión a su función benefactora, las figuras evangélicas de la iglesia de San Juan de Ávila y de la convento del Carmen, o la escenografía para el tablado del restaurante de las Cuevas del Clavín, a remedo de sus creaciones para los espectáculos de Antonio Ruiz Soler.
Desde del año 2003 el Ayuntamiento de Guadalajara y el artista mantienen por escrito un compromiso de colaboración para el mantenimiento de su persona y para la ulterior creación de la Casa-Museo de Carlos Santiesteban en su domicilio de la calle del Teniente Figueroa de la ciudad. Entre tanto, desde la existencia del protocolo citado, el pintor se ofrece a la ciudad diseñando carteles para los ciclos festivos más importantes del año como las Ferias y Fiestas, la Navidad o Corpus Christi. Para esta última celebración en 2004 entregó cuatro gallardetes realizados por él para el exorno de los balcones de la Casa Consistorial.
En enero de 1980, parte del legado que debería haber integrado los fondos de esa colección fue sustraída de la finca que el pintor poseía junto al embalse de Entrepeñas. Allí guardaba, además una valiosa colección de obras de arte y antigüedades, pinturas de su factura, recuerdos, fotografías y documentos de su carrera en el mundo del espectáculo y de las múltiples exposiciones organizadas que nunca fueron recuperados.

## Reconocimientos
Entre los numerosos reconocimientos y galardones que recibió figuran los títulos de Hijo Predilecto de Castilla-La Mancha e Hijo Predilecto de la Ciudad de Guadalajara, la Legión de Honor Franco-Británica, la Gran Cruz de Fomento de la Unión Europea y el nombramiento de Caballero de la Orden de Malta y el de Miembro de Honor de UNICEF Internacional.
También, su nombre figura en el callejero de las ciudades de Sevilla y Guadalajara.

## Casa museo
En el mandato 1999-2003, el Ayuntamiento de Guadalajara acordó con el pintor la donación de su casa de residencia en la ciudad, en la calle Teniente Figueroa, para convertirse en su museo al fallecimiento del artista, a cambio de una pensión mensual vitalicia de la que disfrutó hasta el final de sus días.
El proyecto, que ha atravesado diversos retrasos y avatares por problemas estructurales del edificio y okupación del mismo, finalmente ha sido adjudicado a la empresa Servicios y Actualizaciones Ambientales SAU por 1.875.959,41 euros, con un plazo de ejecución de 18 meses. Al edificio se le añadirá un anexo que servirá como Casa de los Cuentos.